# 茜草市场施洗约翰堂
茜草市场施洗约翰堂（Church of St John the Baptist, Maddermarket）是一座已关闭的圣公会教堂，位于英格兰诺福克郡诺里奇。它被列入英格兰国家遗产名录，列为一级保护登录建筑, 受到 care of the 英格兰安立甘宗教堂保护信托基金.

## 历史
此处在11 世纪可能已有一座教堂，目前的教堂可追溯到 14 世纪。在1445年至1510年之间重建。教堂的东端缩短。 传说在1578年，街道拓宽，以欢迎来访的伊丽莎白一世, 但被认为是不真实的。 之后，教堂内部发生了重大变化。移除了中世纪 聖壇屏。1849年，在西端安装了一个走廊。该堂在19世纪进行了修复，其中包括在1822年重建钟楼，1863年翻新屋顶内部并重建墙壁。 1876年发生了一次煤气爆炸，大部分花窗玻璃被损坏。 1914-15年，圣母礼拜堂完工。1982年，该堂关闭圣公会礼拜，由希腊正教会使用，直至1990年移交给英格兰安立甘宗教堂保护信托基金。

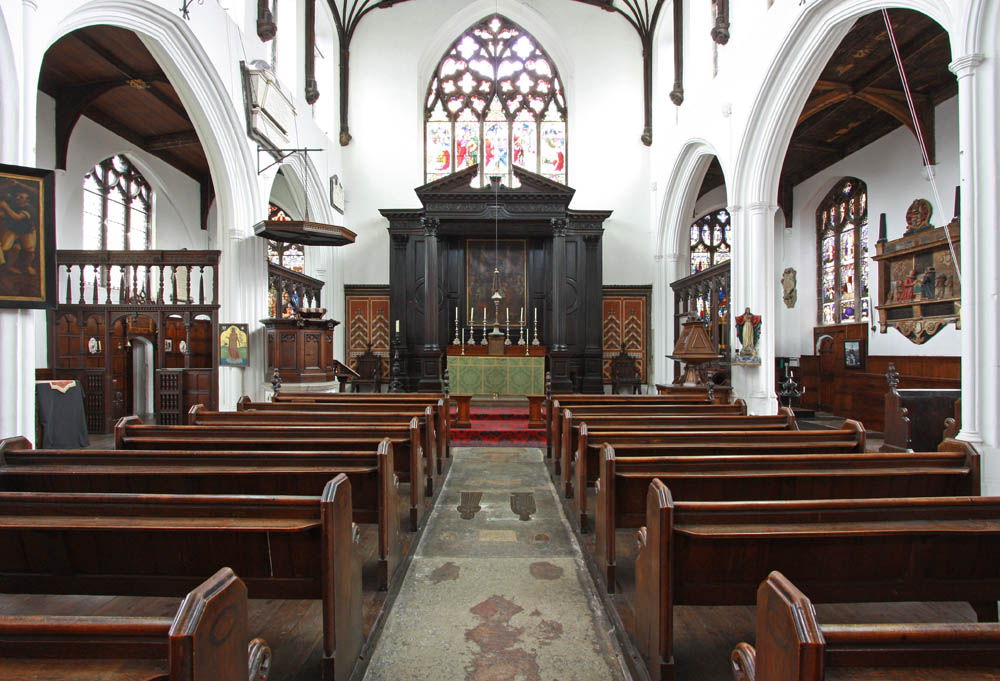
Interior showing baldachin and east window